# Cyprus Cup 2020
La Cyprus Cup 2020 è stata la tredicesima edizione della Cyprus Cup, torneo a inviti rivolto a rappresentative Nazionali di calcio femminile che si svolge a Cipro con cadenza annuale. Il torneo è disputato tra il 2 e il 12 marzo 2020, e ha visto la vittoria della Croazia, esordiente in questa edizione, al suo primo titolo nella competizione.
L'edizione abbandona la formula a dodici squadre della precedente, riducendo il numero delle nazionali invitate a sei, per la prima volta dall'edizione inaugurale del 2008. Fa il suo esordio la Croazia, mentre ritornano tra le altre la Finlandia, arrivata alla sua ottava presenza (record nella competizione), e il Messico (terza nell'edizione 2015). Prima del torneo, la Thailandia, regolarmente iscritta, ha però deciso di ritirarsi il 24 febbraio 2020 a causa dei timori legati all'emergenza relativa alla pandemia di COVID-19 in Europa espressi dal suo paese.

## Stadi
| Stadio                           | Città     | Capacità |
| -------------------------------- | --------- | -------- |
| Gymnastikos Syllogos Zīnōn       | Larnaca   | 13 032   |
| AEK Arena - Georgios Karapatakis | Larnaca   | 7 400    |
| Stadio Antōnīs Papadopoulos      | Larnaca   | 10 230   |
| Stadio Ammochostos               | Larnaca   | 5 500    |
| Stadio Tasos Markou              | Paralimni | 5 800    |

## Nazionali partecipanti
| Squadra    | FIFA/Coca-Cola Women's World Ranking (13 dicembre 2019) |
| ---------- | ------------------------------------------------------- |
| Messico    | 26                                                      |
| Rep. Ceca  | 28                                                      |
| Finlandia  | 28                                                      |
| Thailandia | 38                                                      |
| Slovacchia | 47                                                      |
| Croazia    | 52                                                      |

## Prima fase
Tutti gli orari sono in ora locale (UTC+2)

### Classifica
| Pos. | Squadra    | Pt | G | V | N | P | GF | GS | DR |
| ---- | ---------- | -- | - | - | - | - | -- | -- | -- |
| 1.   | Croazia    | 4  | 2 | 1 | 1 | 0 | 4  | 3  | +1 |
| 2.   | Finlandia  | 4  | 3 | 1 | 1 | 1 | 7  | 6  | +1 |
| 3.   | Messico    | 3  | 3 | 0 | 3 | 0 | 3  | 3  | 0  |
| 4.   | Rep. Ceca  | 2  | 2 | 0 | 2 | 0 | 1  | 1  | 0  |
| 5.   | Slovacchia | 1  | 2 | 0 | 1 | 1 | 4  | 6  | -2 |

| Arbitro: | Ivana Projkovska |

|           |           |           |
| Lojna 20’ | Marcatori | 3’ Franco |

| Arbitro: | Eleni Antoniou |

|                       |           |            |
| Westerlund 48’ (aut.) | Marcatori | 68’ Collin |

| Arbitro: | Lucie Šulcová |

|                      |           |                                   |
| Rantala 5’ Öling 20’ | Marcatori | 21’ Rudelić 40’ Lojna 55’ Landeka |

| Arbitro: | Rebecca Welch |

|                       |           |                            |
| Munoz 47’ López 90+3’ | Marcatori | 11’ Hmírová 29’ Mikolajová |

| Larnaca 11 marzo 2020, ore 13:00 | Messico        | 0 – 0 referto | Rep. Ceca | AEK Arena - Georgios Karapatakis\| Arbitro: \| Eleni Antoniou \| |
| Arbitro:                         | Eleni Antoniou |               |           |                                                                  |

| Arbitro: | Ivana Projkovska |

|                                            |           |                                                   |
| Westerlund 11’ (aut.) Hmírová 90+1’ (rig.) | Marcatori | 16’ Öling 34’ Sällström 75’ Westerlund 84’ Collin |

## Classifica finale
Essendovi un numero dispari di partite giocate, la classifica finale è stata determinata da un sistema di coefficiente.
|   | Squadra    | G | V | N | P | GF | GS | DR | Pt | PPG  |
| - | ---------- | - | - | - | - | -- | -- | -- | -- | ---- |
| 1 | Croazia    | 2 | 1 | 1 | 0 | 4  | 3  | +1 | 4  | 2.00 |
| 2 | Finlandia  | 3 | 1 | 1 | 1 | 7  | 6  | +1 | 4  | 1.33 |
| 3 | Messico    | 3 | 0 | 3 | 0 | 3  | 3  | 0  | 3  | 1.00 |
| 4 | Rep. Ceca  | 2 | 0 | 2 | 0 | 1  | a  | 0  | 2  | 1.00 |
| 5 | Slovacchia | 2 | 0 | 1 | 1 | 4  | 6  | -2 | 1  | 0.50 |

## Classifica marcatrici
2 reti
- Izabela Lojna
- Ria Öling
- Kaisa Collin
- Patrícia Hmírová

1 rete
- Iva Landeka
- Ivana Rudelić
- Jutta Rantala

- Linda Sällström
- Anna Westerlund
- Yamilé Franco

- Jimena López
- Jennifer Munoz
- Mária Mikolajová

2 autoreti
- Anna Westerlund (a favore di  Rep. Ceca e di  Slovacchia)